# Jouko Lindgrén
Jouko Lindgrén (Helsínquia, 15 de abril de 1955) é um velejador finlandês.

## Carreira
Jouko Lindgrén representou seu país nos Jogos Olímpicos de 1980, na qual conquistou a medalha de bronze na classe 470 em 1980. 